# 坂下智保
坂下 智保（さかした さとやす、1961年7月22日 - ）は日本の実業家。富士ソフト株式会社元代表取締役社長。富士ソフト創業者野澤宏の娘婿。

## 人物・経歴
大阪府出身。大阪府立四條畷高等学校を経て、1985年神戸大学経営学部卒業、野村コンピュータシステム（現野村総合研究所）入社。野村総合研究所ナレッジシステム事業二部長を経て、2004年富士ソフトABC（現富士ソフト）入社。2005年取締役IT事業本部長に昇格。2007年常務取締役。代表取締役専務を経て、2011年から代表取締役社長を務め、元請けの拡大や、グローバル化を進めるなどした。
2025年6月30日、富士ソフト代表取締役 社長執行役員を退任。